# Pradiers
Pradiers är en kommun i departementet Cantal i regionen Auvergne-Rhône-Alpes i mitten av Frankrike. Kommunen ligger  i kantonen Allanche som ligger i arrondissementet Saint-Flour. År 2022 hade Pradiers 81 invånare.

## Befolkningsutveckling
Antalet invånare i kommunen Pradiers
Referens:INSEE